# Остров Аполлонова
О́стров Аполло́нова — остров архипелага Земля Франца-Иосифа. Административно относится к Приморскому району Архангельской области России.

## Описание
Остров расположен в северной части архипелага в километре от мыса Острый Нос на острове Пайера. В 1,3 километра к северо-востоку от острова Аполлонова лежит остров Столичка, в 800 метрах к северу — рифы Миловзорова.
Имеет округлую форму диаметром менее 500 метров, в центральной части находится небольшая скала.
Назван в честь русского капитана Дмитрия Аполлонова (остров Аполлонова открыт в 1903—1905 гг. экспедицией под руководством Фиала, название присвоено в 1933 году экипажем зверобойного судна «Смольный» по фамилии капитана судна Дмитрия Михайловича Аполлонова (1890?—1942)).